# Прапор Яготинського району
Пра́пор Яготи́нського райо́ну — символ Яготинського району Київської області (Україна). Герб затверджений сесією районної ради (автор — О. Желіба).

## Опис
Прапор являє собою малинове квадратне полотнище з косицею в 1/2 ширини і жовтою лиштвою в 1/6 ширини, в центрі котрого розміщено білий лицарський хрест в 1/2 ширини.

### Трактування символіки
Білий лицарський хрест на малиновому тлі — давній символ запорозького козацтва, захисників українського народу, його культури та віри від ворогів.